# Toto Costruzioni Generali
Die Toto Costruzioni Generali S.p.A. ist ein italienisches Bauunternehmen mit Sitz in Chieti. Ihre Kernaktivität liegt als Generalunternehmerin hauptsächlich in der Erstellung von Infrastrukturbauten sowohl im Auftrag staatlicher wie auch privatwirtschaftlicher Unternehmen. Toto beschäftigt 562 Mitarbeiter und erwirtschaftete 2007 einen Umsatz von 250 Millionen Euro.
Das Unternehmen wurde Anfang der 1960er Jahre als Einzelunternehmen gegründet und führte zunächst kleinere, über Generalunternehmer erhaltene öffentliche Aufträge durch. Ab 1968 erhielt Toto diese über öffentliche Ausschreibungen gewonnene Aufträge direkt von der öffentlichen Hand. 1973 wurde die Firma zunächst in eine Kollektivgesellschaft und 1979 in eine Aktiengesellschaft umgewandelt. Einen weiteren Wachstumsschub erlebte Toto durch die 1981 erfolgte Übernahme der Palmieri SpA in Rom, die 1990 vollständig in Toto aufgelöst wurde. In der Folge realisierte Toto mehrere wichtige Infrastrukturbauten in ganz Italien.